# Gros Ventre Range
Die Gros Ventre Range ist eine Bergkette in den Rocky Mountains und liegt westlich der Kontinentalen Wasserscheide im US-Bundesstaat Wyoming. Der höchste Gipfel der Bergkette ist der 3570 m hohe Doubletop Peak. Die Gros Ventre Range liegt hauptsächlich in der Gros Ventre Wilderness des Bridger-Teton National Forest. Im Nordwesten des Gebirges liegt das Tal, das als Jackson Hole bekannt ist. Das Skigebiet Snow King befindet sich südlich Stadt Jackson, Wyoming. Ebenfalls in der Gros Ventre Range befindet sich der Gros Ventre Landslide, ein Erdrutsch, der sich im Jahr 1925 am Nordhang des Sheep Mountain ereignete. Südlich der Gros Ventre Range schließt sich, durch das Tal des Green River getrennt, die Wind River Range an. Im Norden grenzt das Gebirge an die Teton Range. Die weltgrößte Herde an Wapitis befindet sich im National Elk Refuge nördlich von Jackson in den Ausläufern der Gros Ventre Range. Teile des Grand-Teton-Nationalparks liegen ebenfalls in der Gros Ventre Range
In der Gros-Ventre-Range hat Karl May das fiktive Grab von Winnetou angesiedelt.
| Rang | Gipfel             | Meereshöhe | Schartenhöhe | Dominanz |
| ---- | ------------------ | ---------- | ------------ | -------- |
| 1    | Doubletop Peak     | 3570 m     | 902 m        | 39,9 km  |
| 2    | Black Peak         | 3553 m     | 407 m        | 9,5 km   |
| 3    | Darwin Peak        | 3550 m     | 258 m        | 5,0 km   |
| 4    | Antoinette Peak    | 3477 m     | 314 m        | 4,1 km   |
| 5    | Tosi Peak          | 3469 m     | 299 m        | 8,5 km   |
| 6    | Sheep Mountain     | 3426 m     | 342 m        | 19,0 km  |
| 7    | Gros Peak          | 3408 m     | 470 m        | 12,9 km  |
| 8    | Corner Peak        | 3402 m     | 196 m        | 3,2 km   |
| 9    | Open Door Mountain | 3387 m     | 193 m        | 1,1 km   |
| 10   | Pyramid Peak       | 3385 m     | 242 m        | 8,2 km   |

## Belege
1. 1 2  Peakbagger: Gros Ventre Range. Abgerufen am 15. Januar 2021.
2. ↑  Summitpost: Gros Ventre Range : Climbing, Hiking & Mountaineering. Abgerufen am 15. Januar 2021.
3. ↑  Karl May: Winnetou III. Band IX der Gesammelten Reiseerzählungen, Verlag Friedrich Ernst Fehsenfeld, Freiburg 1893, 7. Kap., S. 405